# Bulletin of Geography. Socio-economic Series
Bulletin of Geography. Socio-economic Series (BGSS) ist eine rezensierte wissenschaftliche Vierteljahreszeitschrift, die sich mit sozialwirtschaftlicher Geografie und verwandten Disziplinen befasst. Sie wurde 2003 gegründet und wird von der Nikolaus-Kopernikus-Universität (Uniwersytet Mikołaja Kopernika – UMK) in Toruń herausgegeben. Die Chefredakteurin ist Professor Daniela Szymańska (UMK). Die redaktionelle Arbeit wird von einem Redaktionsteam sowie Beirat/Herausgeberrat unterstützt.

## Herausgeber
Der Herausgeber aller Publikationen ist die Nikolaus-Kopernikus-Universität in Toruń. Die BGSS veröffentlicht die Artikel kostenlos für die Autoren und stellt sie den Lesern kostenlos zur Verfügung. Die Inhalte werden im Rahmen eines Open-Access-Systems unter einer Creative-Commons-Lizenz (Creative Commons) (CC BY-NC-ND 4.0) zur Verfügung gestellt.

## Umfang
Das Ziel der Zeitschrift Bulletin of Geography. Socio-economic Series ist es, die wissenschaftlichen Erkenntnisse auf dem Gebiet sozialwirtschaftliche Geografie und verwandte Disziplinen zu präsentieren.
Die Zeitschrift deckt die folgenden Forschungsbereiche ab: Sozialwissenschaften, Sozialstrukturen, Demografie und Bevölkerungsgeographie, Stadtforschung, Planung und Entwicklung, Urbanistik und Architektur, Soziologie, Soziale Interaktionen, Kultur- und Sozialanthropologie, Kulturwissenschaften, Geowissenschaften, Geografie, Wirtschaftswissenschaften. Thematisch umfassen die in der BGSS veröffentlichten Artikel theoretische und empirische Forschung (in verschiedenen räumlichen Ansätzen – lokal, regional, national, international) auf den Gebieten: Humangeografie, Demografie, Siedlungsgeografie, Urbanisierungsprozesse und urbane Siedlungssysteme, Architektur und Urbanistik, Ballungsräume, integrierte Stadt- und Regionalentwicklung, Landschaft und ländliche Besiedlung, Raumfragen, Raumordnung und -planung, Regionalpolitik, medizinische Geografie, Tourismus und Freizeit, Wirtschaftsgeografie, Kriminalgeografie, Handelsgeografie, Dienstleistungsgeografie, politische Geografie, Wahlgeografie, Humanökologie, Soziologie, Wirtschaftswissenschaften und andere verwandte Sozialwissenschaften.
Die Zeitschrift ist u. a. in Scopus, Web of Science und Index Copernicus indexiert.